# Коалиция за перемены
Коалиция за перемены (груз. კოალიცია ცვლილებისთვის, также упоминается как Коалиция четырех изменений) — неформальная политическая коалиция прозападных либеральных политических партий в Грузии.  В коалицию входят партии «Ахали», «Гирчи – Больше свободы», «Дроа», а также Республиканская партия и движение «Активисты за будущее». Участвует в парламентских выборах 2024 года. Поскольку формальные избирательные блоки запрещены, коалиция баллотируется по списку "Ахали" под избирательным номером 4.

## История
9 июля 2024 года партии «Ахали», «Гирчи — Больше свободы» и «Дроа» объявили о формировании предвыборной коалиции, при этом последние две партии уже находятся в альянсе друг с другом с 2023 года. Ожидалось, что партия «Лело для Грузии» также присоединится к альянсу, однако в последний момент она отказалась, сославшись на незначительные разногласия между сторонами и сформировал собственную коалицию под названием «Сильная Грузия».
Целью альянса было обеспечение участия партий в одном избирательном списке на предстоящих парламентских выборах 2024 год. Поскольку формальные избирательные блоки были запрещены, коалиция решила выдвинуть своих кандидатов по партийному списку Ахали. Впоследствии «Ахали» была переименована в «Коалицию за перемены». 18 августа коалиция расширилась за счет присоединения к ней Республиканской партии и движения «Активисты за будущее».
Партии коалиции подписали « Грузинскую хартию», инициированную президентом Саломе Зурабишвили с целью объединения прозападных оппозиционных партий и определения целей для возможного будущего правительства. Лидеры партии дополнительно подписали декларацию, запрещающую любое сотрудничество с партией «Грузинская мечта», при этом  кандидаты из списка коалиции также не будут приняты, если они не подпишут декларацию.
25 сентября 2024 года Ника Гварамия объявил, что не будет включен в список кандидатов коалиции, пообещав освободить место для новых людей. На следующий день стало известно, что первое место в избирательном списке займет Нана Малашхия, известная как «Женщина с флагом ЕС», символ мартовских протестов.

## Идеология
Коалиция описывается как альянс прозападных либеральных партий.  Альянс был также отмечен как единство проевропейских, прогрессивных и либертарианских политических идеологий.   Главной целью коалиции названа реализация Грузинской хартии. Партии также отдают приоритет развитию экономики, укреплению региональной автономии и реформированию образования.

## Результаты

### Парламентские выборы
| Выборы | Лидер                                                    | Голоса  | %     | Места     | +/–   | Позиция | Правительство |
| ------ | -------------------------------------------------------- | ------- | ----- | --------- | ----- | ------- | ------------- |
| 2024   | Ника Мелия Ника Гварамия Зураб Джапаридзе Елена Хоштария | 225,680 | 10.92 | 18 из 150 | Новый |         |               |